# シャアル・ラマトヒール
シャアル・ラマトヒール （ヘブライ語: שער למתחיל, 英語: Sha'ar LaMathil ）は、かつて発刊されていたイスラエルの新聞である。同紙の名称の意味は「初心者用入門」である。

## 概要
シャアル・ラマトヒールは1956年に創刊され、イディオト・アハロノト・グループとして、テルアビブにおいて編集されていた。同紙の最大の特徴は、同紙のヘブライ語のレベルは初級程度ではあるが、同紙の記事はイスラエル政治や中東和平など高等教育を受けた成人を対象としていることである。すなわち、ヘブライ語のレベルが初級程度の成人であっても、読解用の文章が初等教育の児童用のような内容であると退屈してしまう可能性があるため、世界中から様々な年齢のユダヤ人がイスラエルへ移民してヘブライ語を学習しているため、同紙は社会的に必要とされ、ウルパンというヘブライ語教室においては、入門から初級レベルにおける読解用の教材として使用されていた。日本におけるヘブライ語教室においても、「初心者用ヘブライ語新聞」として紹介されている。ただし、同紙は2012年4月に廃刊になった。
現在ではイスラエル教育省が同様のニュースサイト(https://hadshon.edu.gov.il/)を運営している。